# 선더볼트 작전
선더볼트 작전(영어: Operation Thunderbolt)은 1951년 중국인민지원군 및 조선인민군의 대공세에 맞서 울프하운드 작전 이후 매슈 리지웨이 장군이 실행한 유엔군의 반격 작전이다. 중화인민공화국에서는 이 전투를 한강 남안방어전(중국어: 漢江南岸防禦戰)이라고 부른다.
경기도 남부 및 서울 남부 일대에서 반격을 가한 유엔군은 이후 서울 수복을 준비하는 데 수월함을 겪었다. 당시 대통령이었던 해리 트루먼은 중공군의 반격 작전에 의해 대한민국을 포기하라 지시했지만 울프하운드 작전에서 성공을 거둔 리지웨이 장군은 미 참모총장 콜린스를 설득해 이 작전을 개시했다. 용인을 빠르게 수복한 유엔군은 1951년 2월 20일, 관악산을 점령하였다. 이 작전으로 유엔군은 땅에 떨어진 사기를 되찾게 되었으며, 이후 중국군의 인해전술의 한계점이 무엇인지 유엔군은 파악하게 된다.

## 배경
1951년 1월 중순, 울프하운드 작전에서 유엔군은 중공군 정찰이라는 임무를 성공적으로 완수하고 중공군의 남하를 저지했다. 이 작전에서 중공군은 유엔군의 화력에 밀려 뼈아픈 타격을 입고 철수했다. 이 결과 중공군의 인해전술은 37도선에서 중지되었다. 유엔군은 평택-삼척을 잇는 무명의 방어선에서 중공군의 공격을 대비하는 한편, 서울 수복을 위한 반격 작전을 계획하고 있었다. 이 무렵, 미국의 트루먼 대통령은 유엔군이 중공군에 의해 압도적으로 밀려 패배하자 한국을 포기하라 지시하고 이를 한국에 주둔한 장교들에게 알려주기 위해 미국 참모총장 조세프 콜린스를 파견한다. 그러나 리지웨이는 콜린스를 설득해 중공군을 공격하기를 대통령이 허가해주었으면 좋겠다고 말했고, 그 대화 중 이런 명언이 나오기도 했다.
| “ | 펑더화이가 사람으로 바다를 만든다면, 나는 불로 바다를 만들 것이다. | ” |
|   | — 미 참모총장 콜린스와 미국 육군 리지웨이의 대화 중                |   |

이 말은 유엔군이 중공군에 대한 반격을 어떻게 진행할 지 보여줄 것이라 할 수 있는데, 바로 인해전술에 대항해 화해전술(火海戰術)로 싸우겠다는 것을 의미했다. 유엔군은 작전 준비를 위해 미군의 제3보병사단, 제24보병사단, 제25보병사단을 중심으로 터키 여단과 대한민국의 제1보병사단, 제6보병사단을 작전에 배치하기로 결정했다. 또한 영연방군 제27여단과 제29여단도 참가시키기로 결정했다. 울프하운드 작전을 통해 공산 세력의 전력을 파악한 유엔군은 1951년 1월 25일 선더볼트 작전을 개시한다.

## 전투

### 경기도
1951년 1월 초 충청도를 지켜낸 유엔군은 본격적으로 반격전을 시작한다. 서부 전선의 경기도 및 서울을 탈환하기 위해 유엔군은 이 지역 탈환 작전에 미 제1군단 및 미 제3사단, 영연방군 제27보병여단, 튀르키예 여단을 투입하고 이들을 제1제대로 명명했다. 한국군 제1사단은 예비대로 부속되었다. 미 제9군단은 미 제1기병사단과 영 연방군 제27여단, 미 제24사단으로 구성되었다. 한국군 제6사단이 예비대로 부속되었다. 경기도 지방에서의 작전 목표는 간단했다. 적군의 주저항선까지 이들을 밀어붙이는 것이 목표였다. 이들은 중국군을 확실히 섬멸하기 위해 화해전술 및 자성전술을 택하여 중국군의 반격도 허용하지 않을 것을 다짐했다. 물론 중국군은 유엔군의 반격을 예상조차 하지 못했고, 오히려 자국 군대의 문제로 고민하였다. 지나치게 빠르게 남하한 탓에 식량과 탄약이 고갈된 것이다. 이 상황에서 유엔군은 대규모 반격전을 준비했다.

수리산 전투의 현장인 수리산 사진.

1951년 1월 25일, 경기도에서 수원- 이천 방어선을 돌파하며 작전이 시작되었다. 펑더화이는 기습 공격에 당황하여 일단 부대를 재편성하라 지시했지만 중공군은 유엔군의 틈을 주지 않는 공격에 붕괴되고 있었다. 1월 27일 수리산에서 첫 전투가 벌어졌다. 이 과정에서 튀르키예군과 미군이 연합 작전을 계획한다. 수리산 부근인 반월, 대야미, 군포장 등지에서 중국군 제50군의 강력한 저항이 있었지만, 당시 이 지역을 맡은 윌리엄 킨은 1월 31일 공격을 개시한다. 이들은 2월 6일까지 수리산의 440고지를 두고 중국군과 치열한 접전을 벌였다. 튀르키예군은 거의 궤멸당했으며, 미군도 수리산 방어선을 지키다가 엄청난 피해를 입었다. 그러나 중국군도 기세가 꺾여 2월 6일에 수리산을 포기한다. 수리산을 유엔군이 점령하면서 작전의 양상은 유엔군에 유리하게 돌아가게 된다. 이 무렵 모락산에서도 전투가 발발하는데, 한국군이 중국군의 반격을 격퇴하고 미 공군의 지원 하에 모락산을 차지하면서 서울로 가는 길을 이들은 확보하는데 성공한다. 중국군은 모락산에서 큰 피해를 입고 한강 남쪽의 주요 고지에서 재정비를 한다.
한편 용인 김량장리와 태화산 초하리 남산에서도 중국군과 유엔군의 혈전이 벌어졌다. 용인 김량장리의 경우 중국군의 강력한 방어작전에 유엔군의 진격이 저지되자 미 제24사단 소속의 튀르키예 여단이 착검돌격을 개시해 중국군 474명을 사살한 일도 벌어졌다. 초하리 남산 전투에서는 유엔군과 중국군 간에 치열한 진지 쟁탈전이 벌어졌다. 중국군은 육탄전과 백병전을 벌이며 적에게 저항했지만 큰 피해를 입고 물러난다. 하지만 이 과정에서 영 연방군과 미군도 엄청난 피해를 입었다. 위급한 상황 속에서 중국군은 한강 남쪽에서 반격 작전을 계획하는 한편, 서울 및 한강을 사수하겠다는 신념을 버리지 않고 있었다.

### 강원도

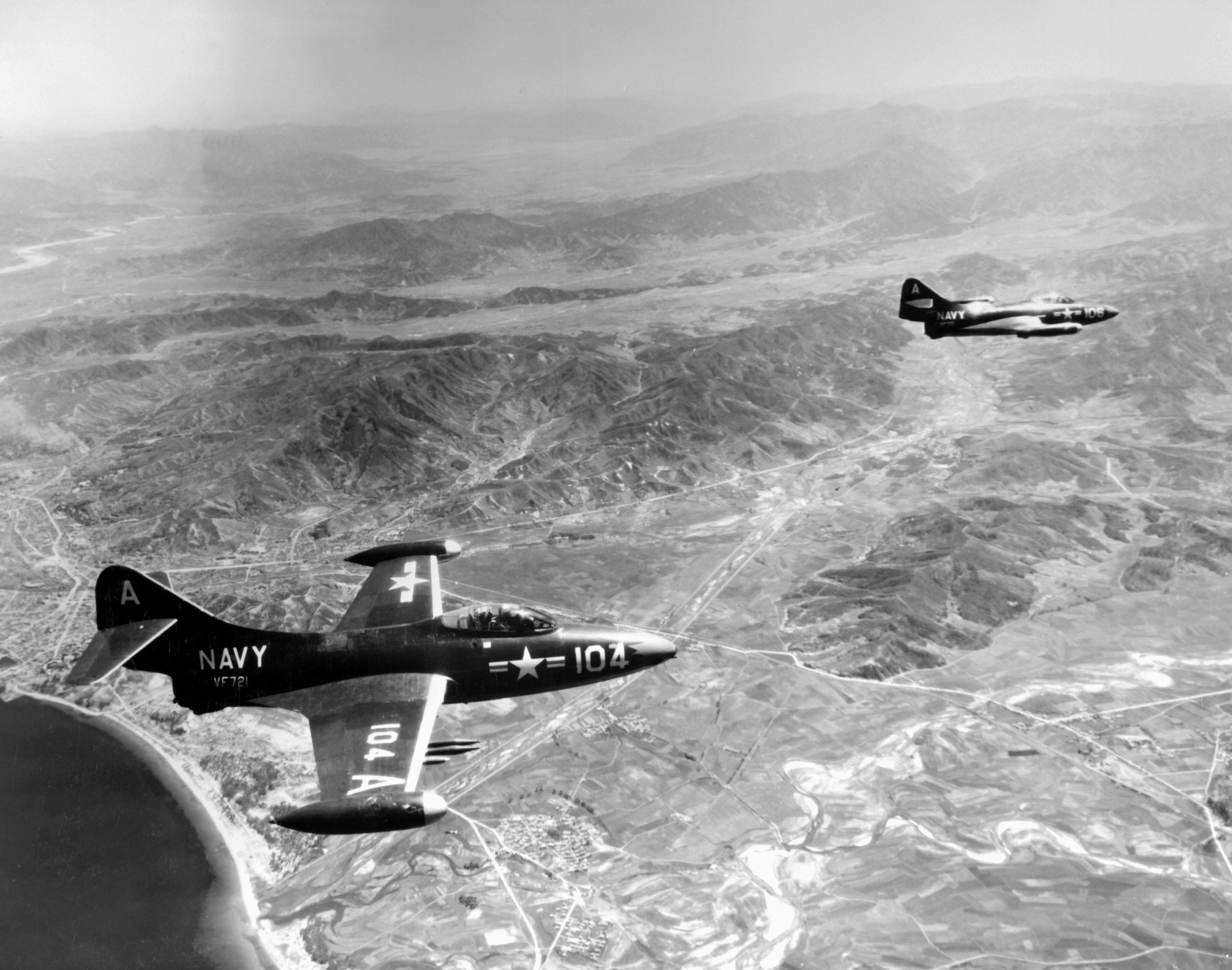
원산 상공을 비행하고 있는 F9F 팬서. 강원도의 작전은 보조작전이었지만 결과적으로 획득한 영토는 서부 전선보다도 더 넓어지게 되었다. 이 과정에서 중국군과 유엔군 사이에 치열한 전투가 벌어진다. 유엔군은 동부전선의 물자 보급을 지연시키기 위해 원산을 폭격했다.

강원도에서의 작전은 주로 보조적인 전투가 대부분이었지만, 중국군의 막강한 저항으로 서부전선과 비교할 수도 없을만큼의 전투가 벌어졌다. 펑더화이는 2월 8일 중국군에게 지평리를 공격하라 지시했지만, 마음을 바꿔 상대적으로 전투력이 약한 한국군을 공격하라 지시했다. 1951년 2월 11일, 중국군의 횡성 전투가 시작되었다. 당시 유엔군은 횡성, 동해, 평창, 여주까지 진격한 상황이었다. 이들은 지평리와 횡성 일대에 견고한 진지를 쌓고 중국군의 반격에 준비했다. 중국군은 횡성에서의 반격을 통해 유엔군으로부터의 압박을 완화시키고 유엔군 전초부대 대부분을 섬멸시키는 전공을 올렸다. 이들은 유엔군으로부터 빼앗긴 땅 대부분을 다시 확보했다. 유엔군 대다수는 횡성 전투로 인해 철수를 시작하고 전열을 재정비했다.
모든 유엔군이 철수를 시작했지만, 지평리의 유엔군은 오히려 철수 거부 및 진지 방어라는 명령을 리지웨이로부터 하달받았다. 일단 그는 선더볼트 작전의 보조 작전 지역이었던 강원도에서의 패배가 이 작전 자체에 영향을 주지 않는다고 보았다. 또한, 반격전을 감행했더라도, 1·4 후퇴 당시의 37도선까지 중국군이 내려오지 못한 것은 중국군 내에서도 문제가 있었기 때문이라고 그는 판단했다. 이미 1월 28일에 마오쩌둥은 펑더화이에게 36도선에 위치한 안동과 대전, 공주를 점령하라 지시했지만, 유엔군의 반격작전으로 이는 거의 실현되기 어려운 상태였다. 이러한 상황에서 중국군은 강원도에서의 전반적인 반격을 개시하기 위해 충청도의 제천을 점령하는 것을 우선 목표로 하고 영주과 안동으로의 진격을 검토하였다. 이를 위해 중국군은 제천으로 이어지는 원주의 문막리와 양평의 지평리를 점령해야 했다.
횡성 전투로 자신감을 얻은 중국군은 유엔군의 전초 기지인 지평리도 손쉽게 점령할 수 있을 거라고 보고 있었다. 이들은 지평리에 대공세를 감행할 준비를 마쳤지만 유엔군 또한 넉넉한 포탄을 준비하고 통신 연락 체계를 재점검했으며, 프랑스군과 미군 사이의 협조 체계도 재검토했다. 2월 13일 밤이 되자 화력이 부족했던 중국군은 육탄전을 벌이며 지평리로 공격을 개시했다. 중국군 대부분이 지평리에는 병력이 그다지 많지 않을 것이라 생각했다. 또한 일부 지휘관들은 지평리가 아닌 다른 지역을 지평리로 착각하고 점령한 경우도 있었다. 343연대장이었던 왕푸즈는 지평리 외곽의 산인 마산을 점령했고, 377연대장이었던 장즈차오는 지평리가 아닌 전곡을 점령한 후 지평리를 점령했다고 상부에 보고했다. 이렇듯 혼란스러운 상황에서 유엔군은 지평리 근처에 주둔한 중국군에게 공습을 감행하여 적군에 큰 타격을 입힌 뒤 지평리 일대로 물러났다. 악조건임에도 불구하고 2월 14일 새벽부터 낮까지 중국군은 지평리 진지에 맹공을 가했다. 양측 모두 엄청난 피해를 입은 채 혈전을 벌였고, 유엔군은 공습과 폭격으로 중국군의 진격을 저지하려고 노력했다. 약 2일간의 격전 끝에 미군 전차분대가 지평리에서 지원 사격을 하고 중국군 사령부가 하급 지휘관들의 요청에 따라 공격을 중지하면서 끝이 났다. 2월 16일 지평리에서 중국군이 철수한 이후 580고지의 중국군은 유엔군을 맞아 힙겹게 싸웠지만 이들 또한 화력의 열세로 후퇴했다.

## 결과

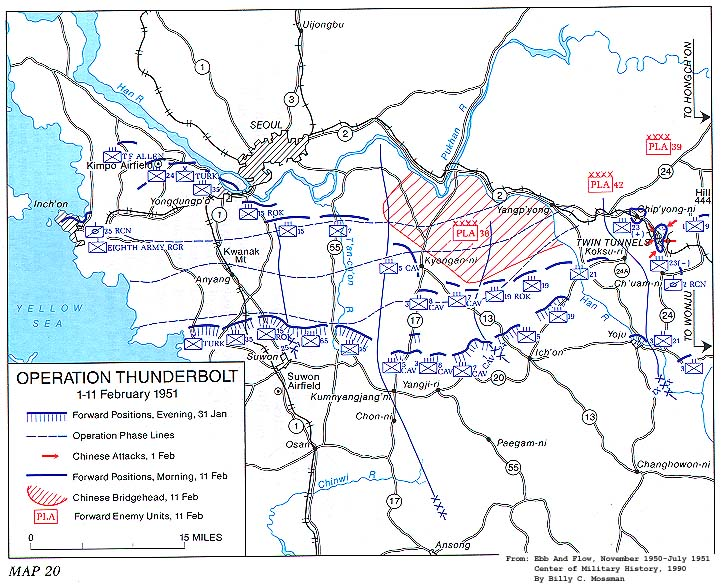
선더볼트 작전 이후 전선 지도.

2월 20일 서울의 관문 중 하나라 할 수 있는 관악산이 유엔군의 손에 떨어지면서 유엔군은 서울 수복을 위한 작전을 개시할 준비를 마친다. 결정적으로 수원-이천 선에서 관악산-지평리 선으로 북상한 것은 유엔군의 공세가 성공적이었음을 보여준다. 유엔군의 희생이 엄청났지만 중국군의 희생도 엄청났기 때문에 펑더화이는 베이징으로 가서 중국 정부의 고위 관료들을 만나보며 마오쩌둥이 지시한 4차 전역에 대해 검토한다. 하지만 이 작전이 유엔군의 승리로 끝날 수 있었던 데에는 무엇보다도 매슈 리지웨이 장군의 탁월한 전술 감각 때문이었다. 그는 이 작전을 참가하기 이전부터 중국군의 보급 최대 상한선이 8일임을 깨닫고 있었다. 1·4 후퇴 때도, 운산-영변 전투 때도, 청천강 전투 때도 중국군의 전투 기간은 8일이었고 그 때 전투 때마다 리지웨이는 중국군과의 전투에 참여했다. 리지웨이는 이러한 경험을 살려 중국군에게 뼈아픈 타격을 입힐 수 있었다. 또한 월턴 워커가 의정부에서 교통사고를 당하여 사망한 후 뒤를 이은 리지웨이는 한국에 주둔한 미군 장교들과 제2차 세계 대전 때부터 친했기 때문에 이들 사이에서 마찰을 빚지는 않았다. 이러한 리지웨이의 배경을 바탕으로 한 유엔군의 과감한 진격과 화해전술은 유엔군에게 승리를 가져다 주었다고 평가할 수 있다.

## 참조
- Appleman, Roy (1990), 《Ridgway Duels for Korea》 18, College Station, TX: Texas A and M University Military History Series, ISBN 0-89096-432-7
- Chae, Han Kook; Chung, Suk Kyun; Yang, Yong Cho (2001),  Yang, Hee Wan; Lim, Won Hyok; Sims, Thomas Lee; Sims, Laura Marie; Kim, Chong Gu; Millett, Allan R., 편집., 《The Korean War》, Volume II, Lincoln, NE: University of Nebraska Press, ISBN 978-0-8032-7795-3
- Chinese Military Science Academy (2000), 《History of War to Resist America and Aid Korea (抗美援朝战争史)》 (중국어), Volume II, Beijing: Chinese Military Science Academy Publishing House, ISBN 7-80137-390-1
- Ecker, Richard E. (2005), 《Korean Battle Chronology: Unit-by-Unit United States Casualty Figures and Medal of Honor Citations》, Jefferson, NC: McFarland, ISBN 0-7864-1980-6
- Millett, Allan R. (2010), 《The War for Korea, 1950–1951: They Came From the North》, Lawrence, KS: University Press of Kansas, ISBN 978-0-7006-1709-8
- Mossman, Billy C. (1990), 《Ebb and Flow: November 1950 – July 1951, United States Army in the Korean War》, Washington, D.C.: Center of Military History, United States Army, 2021년 1월 29일에 원본 문서에서 보존된 문서, 2009년 12월 25일에 확인함
- Spurr, Russell (1988), 《Enter the Dragon: China's Undeclared War Against the U.S. in Korea 1950–51》, New York, NY: Newmarket Press, ISBN 1-55704-008-7
- Zhang, Shu Guang (1995), 《Mao's Military Romanticism: China and the Korean War, 1950–1953》, Lawrence, KS: University Press of Kansas, ISBN 0-7006-0723-4

## 같이 보기
- 킬러 작전
- 펑더화이
- 매슈 리지웨이
- 리퍼 작전
- 울프하운드 작전